# مصلای طرق
مصلی (طرق) مربوط به سدهٔ ۹ ه.ق است و در مشهد، محله طرق واقع شده و این اثر در تاریخ ۲۰ بهمن ۱۳۱۸ با شمارهٔ ثبت ۳۳۸ به‌عنوان یکی از آثار ملی ایران به ثبت رسیده است.
در جنوب شرقی مشهد در روستای طرق، بنای مصلی طرق مشتمل بر یک ایوان بلند مرکزی، ایوانچه‌هایی بر طرفین، محراب و اتاق‌های گوشواره واقع شده است. تزئینات این بنا منحصر به کتیبه خط ثلث، قاب‌ها و کار بندی‌های گچی بر سقف ایوان می‌باشد. این مصلی تاریخی در سال ۸۳۷ قمری بنیان گردیده است.